# Sinan Cemgil
 (octobre 2011).
Si vous disposez d'ouvrages ou d'articles de référence ou si vous connaissez des sites web de qualité traitant du thème abordé ici, merci de compléter l'article en donnant les références utiles à sa vérifiabilité et en les liant à la section « Notes et références ».
Sinan Cemgil (né le 15 septembre 1944 à Istanbul en (Turquie) - et mort le 31 mai 1971 à Nurhak, Turquie) est un révolutionnaire marxiste-léniniste et l'un des fondateurs du groupuscule armé d'extrême gauche THKO (Armée de libération du peuple de Turquie).

## Biographie

### Enfance
Sinan Cemgil est le deuxième enfant de Adnan Cemgil ve Nazife Cemgil, qui sont des intellectuels reconnues en Turquie. Son grand-père Erzurumlu Cemal Bey était le responsable du Kuva-yi Milliye dans la ville de Muğla durant la guerre d'indépendance de Turquie. 
Le père de Sinan, Adnan Cemgil, fut emprisonné pour avoir protesté contre la décision du parlement d'envoyer des troupes turques en Corée. C'est dès son plus jeune âge que Sinan va faire connaissance avec les prisons.

### Étudiant engagé
C'est lorsqu'il rentre à Université technique du Moyen-Orient (ÖDTÜ) dans la filière d'architecture en 1964 qu'il commence à s'intéresser à la politique. 
Sinan Cemgil et Şirin Yazıcıoğlu furent arrêtés en 1965 alors qu'ils vendaient un magazine politique appelé Dönüşüm. C'est la même année qu'il participe à la création des clubs de pensée socialiste (Sosyalist Fikir Kulübü) à ÖDTÜ et devient membre du Parti travailleur de Turquie (TIP). 
Quand un enseignant anglais à ÖDTÜ lui demande « Comment se fait-il que vous ne parliez pas un mot anglais alors que vous étudiez l'anglais à ÖDTÜ », Sinan répondit « A ÖDTÜ on apprend trois mots en anglais : Yankee go home ! »
Alors que les actions étudiantes se multipliaient sur l'université, c'est naturellement que Sinan en devenait l'un des leaders. Il fut l'un des pionniers du boycott de 1968 et de l'occupation de l'université en 1969.
Il quitta le TIP pour des divergences politiques, à la fin des années 60. 
Lors de la controverse entre la Révolution socialiste et la Révolution nationale démocratique, il prit position pour la deuxième thèse. Même s'il défendait celle-ci, il participait avec Hüseyin İnan à la rédaction de "Aydinlik" et de "Türk Solu". 
En 1969, il épouse Şirin Yazıcıoğlu avec laquelle il fut arrêté en 1965.
Il brula avec d'autres camarades la voiture de Komer, qui était surnommé le boucher du Vietnam. Durant cette action, Mustafa Taylan Özgür fut tué par la police. Devant la foule qui s'était rassemblée devant Anit Kabir, Sinan dit les mots suivants: 
"Un de nos camarades a été lâchement tué par la police. Nous n’avons pas le temps de faire le deuil de sa mort (...) Le jour viendra où pour l'indépendance de la Turquie, nous devrons tous être fusillés. Cela ne nous fait pas peur, et ne nous rend pas tristes. (...) Il [Taylan Özgür] consacrait toutes ses journée pour la révolution. Nous avons encore beaucoup à faire. Durant cette deuxième guerre d'indépendance, nous pouvons être les prochaines révolutionnaires tués mais nous ne voyons pas cela comme une peur mais comme un honneur. Taylan, en brulant la voiture de Komer, a allumé l'étincelle de la révolution. Nous devrons faire continuer cette étincelle. Aujourd'hui, il y a une campagne de nettoyage des agents de la CIA en Turquie. On ne se décourage pas, et on n'a pas peur. "

### THKO et les actions
En 1970, il participe avec d'autres camarades à la fondation de l'Armée de libération du peuple de Turquie (THKO). Il participa à plusieurs actions de guérilla urbaine avec le THKO. Après le coup d'État du 12 mars 1971, il quitta Ankara pour aller dans les montagnes de Nurhak, près de la ville de Elbistan. C'est dans ces montagnes que le THKO organise ses premiers camps d'entrainement. C'est sous le commandement de Sinan que le THKO planifia de faire un assaut à la base de radar de Kürecik. Cette base était à l'époque contrôlée par l'armée américaine.

### Mort
Avant de faire l'assaut sur la base de radar, Sinan et ses camarades furent dénoncés par le maire du village de Inekli. Le 31 mai 1971, une fusillade éclate entre le THKO et la gendarmerie. Sinan Cemgil, Alparslan Özdoğan et Kadir Manga furent tués lors de la fusillade.

## Films
- Hoşçakal Yarın

## Séries
- Hatırla Sevgili